# De sista vittnena
De sista vittnena: solo för barnröst är en dokumentärroman av den belarusiska, ryskspråkiga författaren Svetlana Aleksijevitj som gavs ut för första gången i svensk översättning av Kajsa Öberg Lindsten 2015. Boken handlar om barnens upplevelser på östfronten bl.a. under andra världskriget. Boken ingår i författarens livsverk Utopins röster - Historien om den röda människan.